# هيرمان سبرينغل
هيرمان سبرينغل (بالألمانية: Hermann Sprengel)‏ (و. 1834 – 1906 م) هو كيميائي، وفيزيائي من ألمانيا . وكان عضواً في الجمعية الملكية .
توفي في لندن، عن عمر يناهز 72 عاماً.

## التعليم
تعلم في جامعة هايدلبرغ

## جوائز
حصل على جوائز منها:
- زمالة الجمعية الملكية.